# Воинский мемориал в Химках

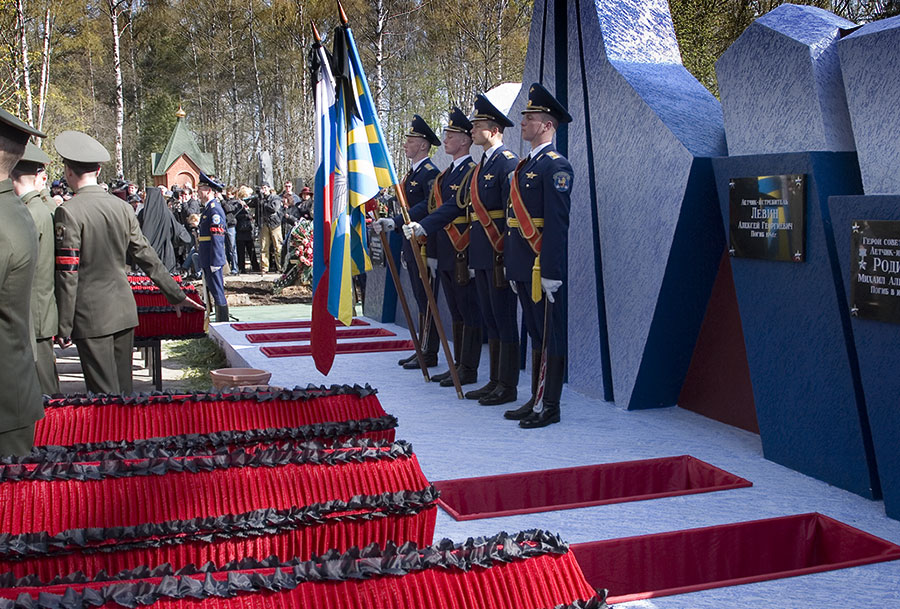
2007

Воинский мемориал в Химках — монумент в память шести советским лётчикам, героям Великой Отечественной войны, установленный в городе Химки Московской области возле НПО имени С. А. Лавочкина (ул. Ленинградская д.24).
18 апреля 2007 года останки героев были эксгумированы. А сам памятник, по словам члена Общественной палаты РФ Андрея Пржездомского "остается на своем месте, переносится только захоронение".
По утверждению пресс-секретаря главы Химок Александра Даниловского, останки лётчиков были перенесены в местный морг. Городская администрация запретила проводить митинг на месте ликвидированного памятника, сославшись на постановление главы администрации города Химки «О порядке проведения публичных мероприятий». Внимание общественности к ситуации с захоронением привлекал журналист М. В. Бекетов.
По словам представителя подмосковных властей перенос захоронения был согласован с родственниками погребённых лётчиков и ветеранскими организациями. Позднее выяснилось, что найдены были родственники (и, соответственно, произведено согласование) четырёх героев из шести. Племянница одного из двух оставшихся — Маргарита Костина — дала интервью на радиостанции «Эхо Москвы», где сказали, что их просто «поставили перед фактом». После она сказала, что её слова в этом интервью были неверно истолкованы, а в ходе церемонии перезахоронения сказала следующее: «Я убедилась, что прах моего дяди займёт достойное место на кладбище и в сердцах жителей этого города. Спасибо химчанам, что они нашли достойное место.» 
Перенос захоронений на Новолужинское кладбище в Химках был завершён 6 мая 2007 года в ходе торжественной церемонии.